# Labiduridae
Labiduridae es una familia de insectos relativamente grande en el suborden Forficulina.
Son pequeños a grandes, de forma cilíndrica con alas bien desarrolladas. Tienen antenas largas y cercos bien desarrollados.

## Taxonomía
La familia contiene unas 72 especies, organizadas en siete géneros y tres subfamilias. Entre los miembros más conocidos de esta familia se encuentran Labidura riparia, y Gonolabidura meteor. En general la familia es cosmopolita. Por lo menos dos especies descriptas son de ámbar de Burma de mediados del Cretácico, Myrrholabia y Zigrasolabis.

## Descripción
Los miembros de esta familia tiene un cuerpo cilíndrico con alas bien desarrolladas. Sus antenas son largas, con algunos segmentos cortos y largos cercos.

## Géneros
La familia contiene los siguientes géneros:
- Subfamilia Allostethinae Verhoeff, 1904
  - Allostethella Zacher, 1910
  - Allostethus Verhoeff, 1904
  - Gonolabidura Zacher, 1910
  - Protolabidura Steinmann, 1985
- Subfamilia Labidurinae Verhoeff, 1902
  - Forcipula Bolivar, 1897
  - Labidura Leach, 1815
  - Tomopygia Burr, 1904
- Subfamilia Nalinae Steinmann, 1975
  - Nala Zacher, 1910
- Incertae sedis
  - †Caririlabia Martins-Neto, 1990
  - †Myrrholabia Engel & Grimaldi, 2004